# 德賴弗 (阿肯色州)
德賴弗（英語：Driver）是位於美國阿肯色州密西西比縣的一個非建制地區。該地的面積和人口皆未知。

## 地理
德賴弗的座標為35°36′44″N 90°00′43″W / 35.61222°N 90.01194°W，而該地的平均海拔高度為72米（即236英尺）。